# كاكه سياو (سقز)
قرية كاكه سياو (بالكردية: کاکەسیاو) هي إحدى القرى التابعة لـصاحب في ريف قسم زيويه من مقاطعة سقز، في محافظة كردستان الإيرانية.

## السكان
حسب إحصاءات سنة 2006، بلغ إجمالي السكان في كاكه سياو 367 نسمة وعدد المساكن 75 مسكن. لغة سكان كاكه سياو هي اللغة الكردية و هم من أهل السنة والجماعة والمذهب الشافعي.